# Lohamer Graben
Der Lohamer Graben, auch Saßgraben genannt, ist ein rechter Zufluss der Schwarzach im Landkreis Straubing-Bogen in Niederbayern und Gewässer dritter Ordnung.

## Verlauf
Er entsteht durch Zusammenfluss von Schardengraben und Lohgraben am südöstlichen Ortsrand von Loham in der Gemeinde Mariaposching und fließt in vornehmlich östlicher Richtung, ohne noch weitere Orte zu berühren. Er mündet am Schöpfwerk Sulzbach in die hier stark eingedeichte Schwarzach.

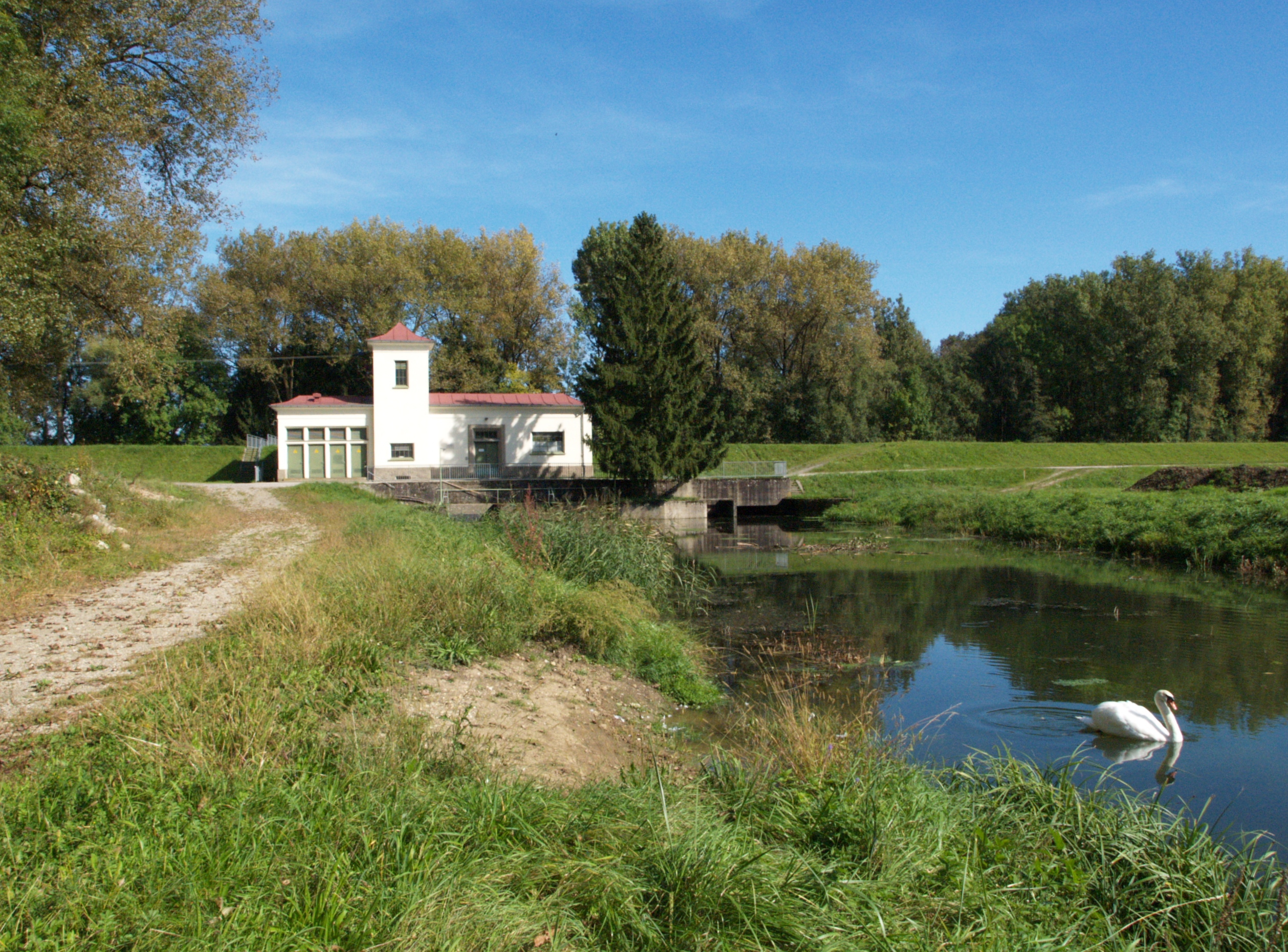
Schöpfwerk Sulzbach
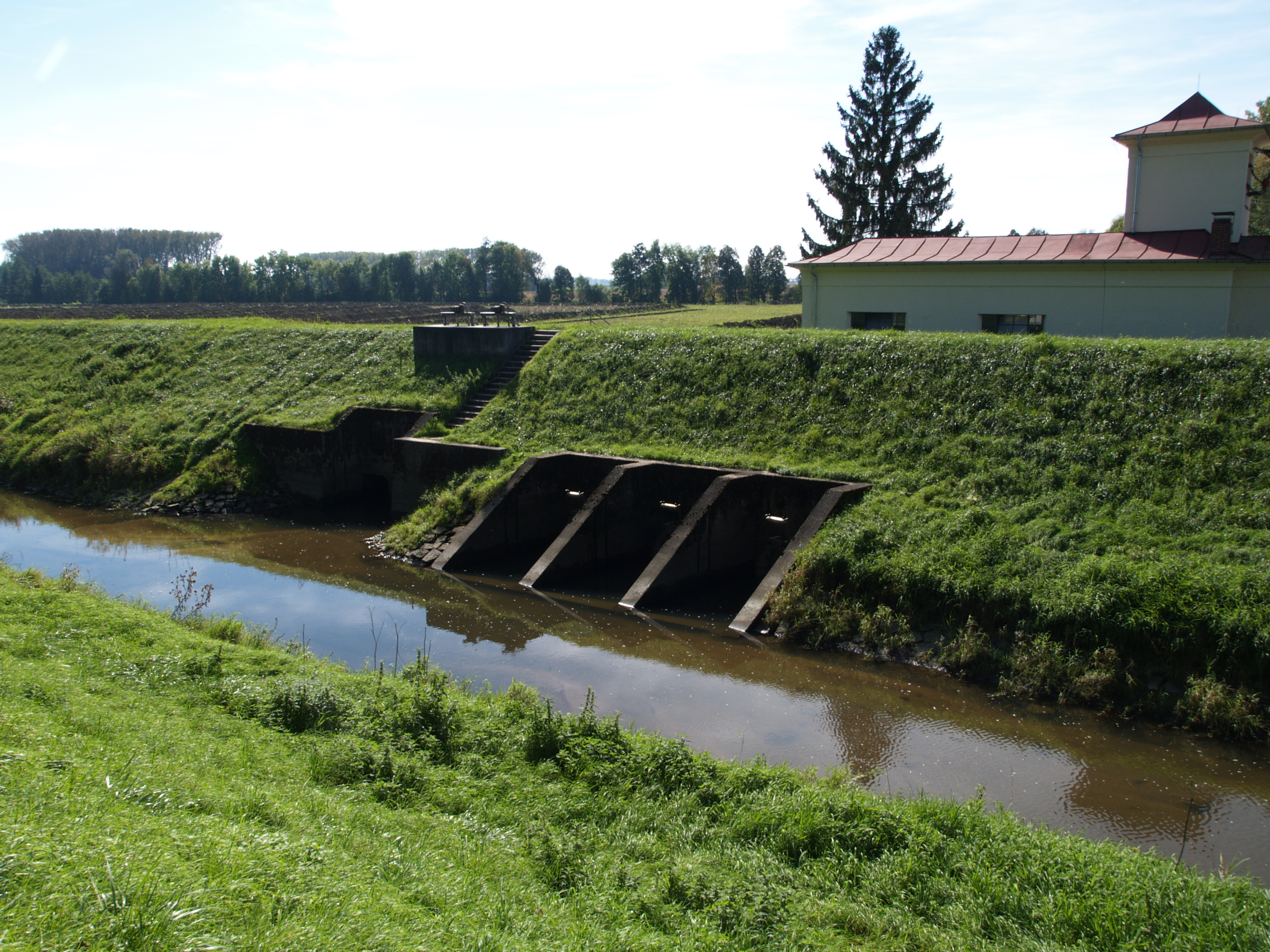
Mündung in die Schwarzach